# واتنبک
واتنبک (به آلمانی: Wattenbek) یک شهر در آلمان است که در رندسبورگ-اکرنفورده واقع شده‌است.
 واتنبک  ۲٬۹۳۶ نفر جمعیت دارد.